# Tits 'n Ass
Tits 'n Ass è un album in studio del gruppo musicale olandese Golden Earring, pubblicato nel 2012.

## Tracce
1. Identical – 3:32
2. Little Time Bomb – 3:56
3. Cool as It Gets – 4:15
4. Acrobats and Clowns – 4:10
5. What Do I Know About Love – 4:32
6. Still Got the Keys to My First Cadillac – 3:50
7. Dope Runner – 3:43
8. This Love – 4:01
9. Stratosphere – 4:37
10. Over the Cliff into the Deep Deep Blue – 3:25
11. Flowers in the Mud – 4:10
12. Justin Time – 3:46
13. Avenue of Broken Dreams – 3:43
14. Wanted by Women – 4:09

## Formazione
- George Kooymans – chitarra, voce
- Rinus Gerritsen – basso, chitarra (traccia 10)
- Barry Hay – voce, flauto
- Cesar Zuiderwijk – batteria
- Frank Carillo – chitarra, slide guitar
- Jan Rooymans – tastiera, Hammond B3, cori, tamburello, chitarra (traccia 10)